# Vukovar
Vukovar (pronúncia em croata:  [ʋûkoʋaːr] ; em Sérvio : Вуковар) é uma cidade na Croácia, na região oriental da Eslavônia. Contém o maior porto fluvial do país, localizado na confluência dos rios Vuka e Danúbio. Vukovar é a sede do condado de Vukovar-Sírmia e a segunda maior cidade do condado depois de Vinkovci. A população cadastrada da cidade era de 22.616 no censo de 2021, com um total de 23.536 no município.